# 凱萊圖

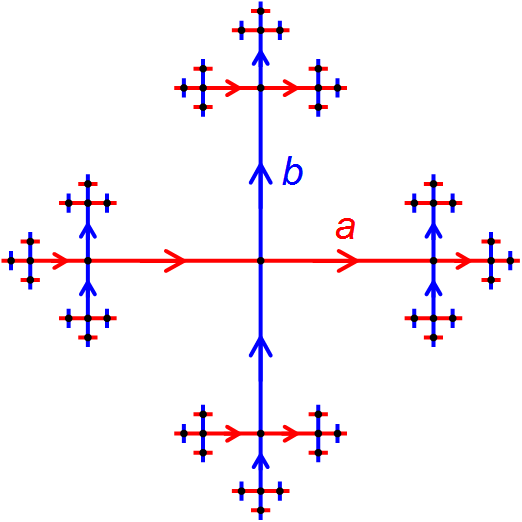
在兩個生成元a和b上的自由群的凱萊圖

凱萊圖（英語：Cayley graph），也叫做凱萊著色圖，是將離散群的抽象結構畫出的一種圖。它的定義是凱萊定理（以阿瑟·凱萊命名）所暗含的。畫凱萊圖時，要選定群的一個生成元集合（通常有限），不同選法可能得到不同的凱萊圖。凱萊圖是組合群論與幾何群論的中心工具。

## 定義
假設{\displaystyle G}是群，而{\displaystyle S}是G的生成集。凱萊圖{\displaystyle \Gamma =\Gamma (G,S)}，是如下構造的著色的有向圖：
- {\displaystyle G}的每個元素{\displaystyle g}對應一個頂點。換言之，圖{\displaystyle \Gamma }的頂點集合{\displaystyle V(\Gamma )}視為與{\displaystyle G}等同；
- {\displaystyle S}中每個生成元{\displaystyle s}，對應一種顏色{\displaystyle c_{s}}；
- 對於任何{\displaystyle g\in G,s\in S}，畫一條由元素{\displaystyle g}至{\displaystyle gs}的有向邊，染成{\displaystyle c_{s}}色。換言之，邊集合{\displaystyle E(\Gamma )}由形如{\displaystyle (g,gs)}的有序對構成，邊的顏色由{\displaystyle s\in S}確定。

在幾何群論中，集合{\displaystyle S}通常取為有限、對稱（即滿足{\displaystyle S=S^{-1}}），并且不包含這個群的單位元{\displaystyle e}。在這種情況下，凱萊圖是简单無向圖：它的邊沒有方向（由對稱性），并且不包含自環（因為{\displaystyle e\notin S}）。

## 例子

關於兩個自反生成元的凱萊圖

- 假設{\displaystyle G=\mathbb {Z} }是無限循環群（即整數的加法群），而集合{\displaystyle S}由標準生成元{\displaystyle 1}和它的逆元（用加法符號為{\displaystyle -1}）構成，則它的凱萊圖是無窮鏈（英语：Path graph）。
- 類似地，如果{\displaystyle G=\mathbb {Z} _{n}}是{\displaystyle n}階循環群（模{\displaystyle n}的加法群），而{\displaystyle S}仍由{\displaystyle G}的標準生成元{\displaystyle 1}與逆元{\displaystyle -1}構成，則凱萊圖是環圖{\displaystyle C_{n}}。
- 群的直積的凱萊圖（新生成集取為原生成集之笛卡爾積），是對應的凱萊圖的笛卡爾積（英语：Cartesian product of graphs）。因此阿貝爾群{\displaystyle \mathbb {Z} ^{2}}，關於四個元素{\displaystyle (\pm 1,\pm 1)}組成的生成集的凱萊圖，是平面{\displaystyle \mathbb {R} ^{2}}上的無窮網格，而帶有類似的生成集的直積{\displaystyle \mathbb {Z} _{n}\times \mathbb {Z} _{m}}的凱萊圖，是環面上的{\displaystyle n}乘{\displaystyle m}有限網格。
- 二面體群{\displaystyle D_{4}}有群展示：{\displaystyle \langle a,b|a^{4}=b^{2}=e,ab=ba^{3}\rangle .}左圖是關於兩個生成元{\displaystyle a}和{\displaystyle b}的凱萊圖，其中紅色箭頭表示左乘元素{\displaystyle a}（順時針旋轉{\displaystyle 90^{\circ }}）。而因為元素{\displaystyle b}（左右反射）自反，所以表示左乘元素{\displaystyle b}的藍色線是無方向的，故左圖混合了有向邊與無向邊：它有{\displaystyle 8}個頂點、{\displaystyle 8}條有向邊、{\displaystyle 4}條無向邊。二面體群{\displaystyle D_{4}}關於兩個生成元{\displaystyle a}和{\displaystyle b}的凱萊圖。{\displaystyle D_{4}}關於兩個自反生成元的凱萊圖同一個群{\displaystyle D_{4}}，亦可畫出不同的凱萊圖，如右圖。{\displaystyle b}仍表示左右反射，而{\displaystyle c}則是關於主對角線的反射，以粉紅色線表示。由於兩個反射皆自反，右邊的凱萊圖完全無向。對應的群展示是{\displaystyle \langle b,c\mid b^{2}=c^{2}=e,bcbc=cbcb\rangle .}

二面體群關於兩個生成元和的凱萊圖。

- 條目開頭的圖，是兩個生成元{\displaystyle a,b}上的自由群，關於生成集合{\displaystyle S=\{a,b,a^{-1},b^{-1}\}}的凱萊圖，而正中央的黑點，是單位元{\displaystyle e}。沿著邊向右走表示右乘{\displaystyle a}，而沿著邊向上走表示乘以{\displaystyle b}。因為自由群沒有關係，它的凱萊圖中沒有環。這個凱萊圖是證明巴拿赫-塔斯基悖论的關鍵。
- 右邊有離散海森堡群 海森堡群的一部分（顏色僅為方便看清分層）

{\displaystyle \left\{{\begin{pmatrix}1&x&z\\0&1&y\\0&0&1\\\end{pmatrix}},\ x,y,z\in \mathbb {Z} \right\}}

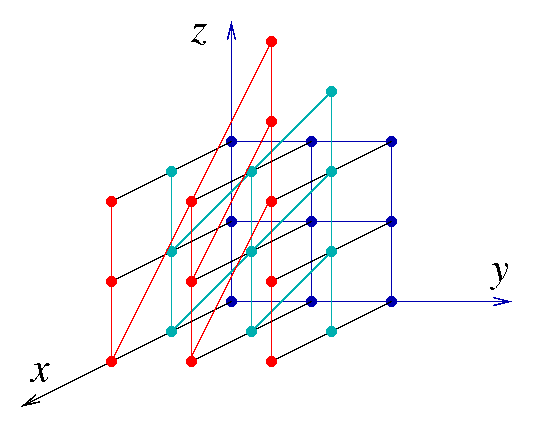
海森堡群的一部分（顏色僅為方便看清分層）

的凱萊圖。所用的三個生成元{\displaystyle X,Y,Z}，分別對應{\displaystyle (x,y,z)=(1,0,0),\ (0,1,0),\ (0,0,1)}。其關係為{\displaystyle Z=XYX^{-1}Y^{-1},\ XZ=ZX,\ YZ=ZY}，亦可從圖中看出。本群為非交換無窮群。雖然是三維空間，其凱萊圖的增長卻是{\displaystyle 4}階的。

## 特征
群{\displaystyle G}通過左乘作用在自身上（參見凱萊定理）。這個作用可以看作{\displaystyle G}作用在它的凱萊圖上。明確而言，一個元素{\displaystyle h\in G}映射一個頂點{\displaystyle g\in V(\Gamma )}到另一個頂點{\displaystyle hg\in V(\Gamma )}。凱萊圖的邊集合被這個作用所保存：邊{\displaystyle (g,gs)}變換成邊{\displaystyle (hg,hgs)}。任何群在自身上的左乘作用是簡單傳遞的，特別是凱萊圖是頂點傳遞的。事實上，反向的結論也成立，即有下列等價刻劃，稱為扎比杜西定理（英語：Sabidussi's Theorem）：

（無標記又無着色）有向圖{\displaystyle \Gamma }是群{\displaystyle G}的某個凱萊圖，當且僅當{\displaystyle G}可作為圖自同構（就是要保存邊的集合）作用在{\displaystyle \Gamma }上，且該作用簡單傳遞。

要從一個凱萊圖{\displaystyle \Gamma =\Gamma (G,S)}找回群{\displaystyle G}和生成集{\displaystyle S}，先選擇一個頂點{\displaystyle v_{1}\in V(\Gamma )}，標上群的單位元{\displaystyle e}。接著，對{\displaystyle \Gamma }的每個頂點{\displaystyle v}，{\displaystyle G}中有唯一元素將{\displaystyle v_{1}}變換到{\displaystyle v}，於是可以在{\displaystyle v}處標記該唯一元素。最後要確定{\displaystyle G}的哪個生成集{\displaystyle S}，產生凱萊圖{\displaystyle \Gamma }，而所求的{\displaystyle S}就是毗連{\displaystyle v_{1}}的頂點標記的集合。生成集合是有限（這是凱萊圖的共同假定）當且僅當這個圖是局部有限的（就是說每個頂點僅毗連於有限多條邊）。

## 基本性質
- 如果生成集合的成員{\displaystyle s}是自身的逆元，即{\displaystyle s=s^{-1}}，則它一般被表示為無向邊。
- 凱萊圖{\displaystyle \Gamma (G,S)}本質上依賴於如何選擇生成集{\displaystyle S}。例如，如果生成集合{\displaystyle S}有{\displaystyle k}個元素，則凱萊圖的每個頂點都有{\displaystyle k}條有向邊進入，{\displaystyle k}條有向邊外出。當生成集合{\displaystyle S}為對稱集，且有{\displaystyle r}個元素時，凱萊圖是{\displaystyle r}度的正則圖。
- 在凱萊圖中的環（“閉合路徑”）指示{\displaystyle S}的元素之間的關係。在群的凱萊複形此一更複雜的構造中，對應於關係的閉合路徑被用多邊形“填充”。
- 如果{\displaystyle f:G'\to G}是滿射群同態并且{\displaystyle G'}的生成集合{\displaystyle S'}的元素的像是不同的，則導出圖覆疊（英语：Covering graph）映射{\displaystyle {\bar {f}}:\Gamma (G',S')\to \Gamma (G,S),\quad }這里的{\displaystyle S=f(S')}，特別是，如果群{\displaystyle G}有{\displaystyle k}個生成元，階均不為{\displaystyle 2}，并且這些生成元和它們的逆元構成集合{\displaystyle S}，則該集合生成的自由群{\displaystyle F(S)}有到{\displaystyle G}的滿同態（商映射），故{\displaystyle \Gamma (G,S)}被自由群的凱萊圖覆蓋，即{\displaystyle 2k}度的無限正則樹。
- 即使集合{\displaystyle S}不生成群{\displaystyle G}，仍可以構造圖{\displaystyle \Gamma (G,S)}。但是，此情況下，所得的圖並不連通。在這種情況下，這個圖的每個連通分支對應{\displaystyle S}所生成子群的一個陪集。
- 對于有限凱萊圖（視為無向），其頂點連通性等于這個圖的度的{\displaystyle 2/3}。若生成集極小（即移除任一元素及其逆元，就不再生成整個群），則其頂點連通性等於度數。[2]至於邊連通性，則在任何情況下皆等於度數。[3]
- 群{\displaystyle G}的每個乘性特徵標（英语：Multiplicative character）{\displaystyle \chi }都給出{\displaystyle \Gamma (G,S)}鄰接矩陣的特徵向量。若{\displaystyle G}為交換群，則對應的特徵值為{\displaystyle \lambda _{\chi }=\sum _{s\in S}\chi (s).}特別地，平凡特徵標（將所有元素映至常數{\displaystyle 1}）對應的特徵值，等於{\displaystyle \Gamma (G,S)}的度數，即{\displaystyle S}的元素個數。若{\displaystyle G}為交換群，則恰有{\displaystyle |G|}個特徵標，故已足以確定全部特徵值。

## Schreier陪集圖
如果轉而把頂點作為固定子群{\displaystyle H}的右陪集，就得到了一個有關的構造Schreier陪集圖，它是陪集枚舉或Todd-Coxeter算法的基礎。

## 與群論的關係
研究圖的鄰接矩陣特別是應用譜圖理論的定理能洞察群的結構。